# Seriocarpa littoralis
Seriocarpa littoralis is een zakpijpensoort uit de familie van de Styelidae. De wetenschappelijke naam van de soort is voor het eerst geldig gepubliceerd in 1975 door Millar.